# Майдан (Олевский район)
Майда́н (укр. Майдан) — село на Украине, находится в Олевском районе Житомирской области.
Код КОАТУУ — 1824485601. Население по переписи 2001 года составляет 452 человека. Почтовый индекс — 11036. Телефонный код — 4135. Занимает площадь 1,89 км².

## Адрес местного совета
11036, Житомирская область, Олевский р-н, с.Майдан, ул.Ленина, 54